# Międzynarodowy Dzień Przeciwdziałania Korupcji

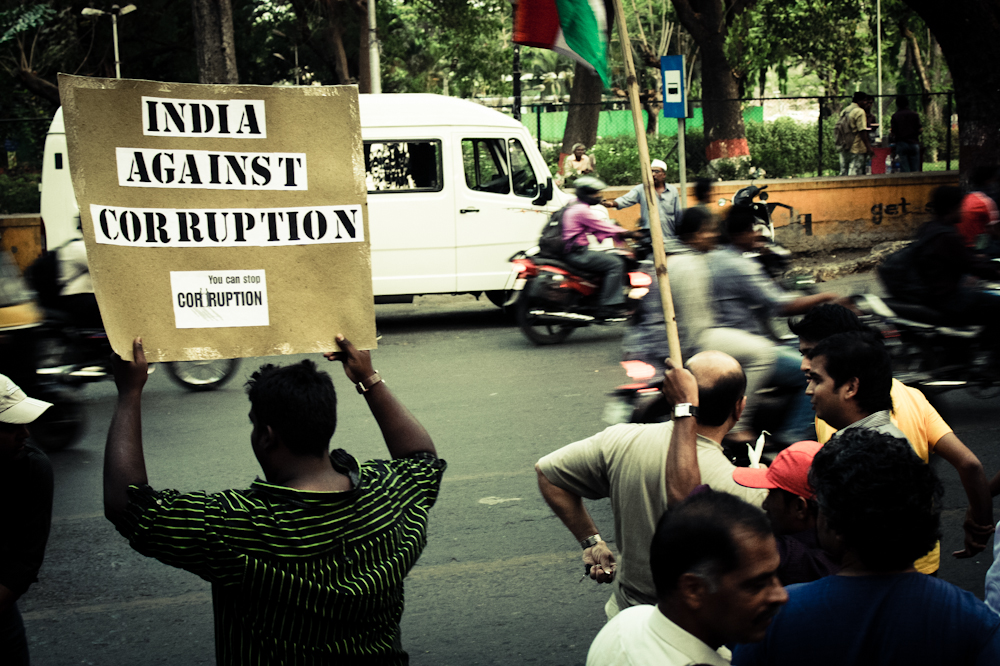
Międzynarodowy Dzień Przeciwdziałania Korupcji

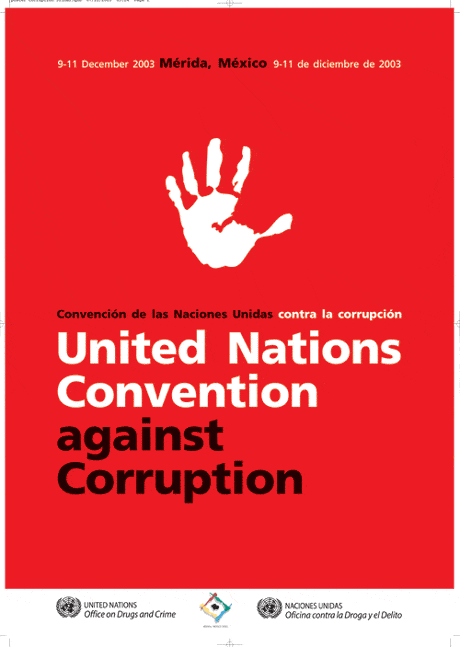
Konwencja Narodów Zjednoczonych przeciwko korupcji

Międzynarodowy Dzień Przeciwdziałania Korupcji – święto obchodzone corocznie 9 grudnia, wyznaczone przez Zgromadzenie Ogólne ONZ podczas przyjęcia Konwencji Przeciwko Korupcji 31 października 2003 roku podpisanej przez 95 krajów w Méridzie w Meksyku.
Obchody mają podkreślić rolę Konwencji w zwalczaniu i zapobieganiu korupcji oraz zwiększania świadomości na ten temat.
Sekretarz generalny ONZ, Ban Ki-moon, w swoim przesłaniu z 9 grudnia 2011 podkreślił, że:
Każdy z nas ma obowiązek podjąć działania przeciwko istniejącemu rakowi korupcji.
Umowy o zwalczaniu korupcji zawarły też:
- Rada Europy[4][5]
- Organizacja Współpracy Gospodarczej i Rozwoju[6]